# Planetka

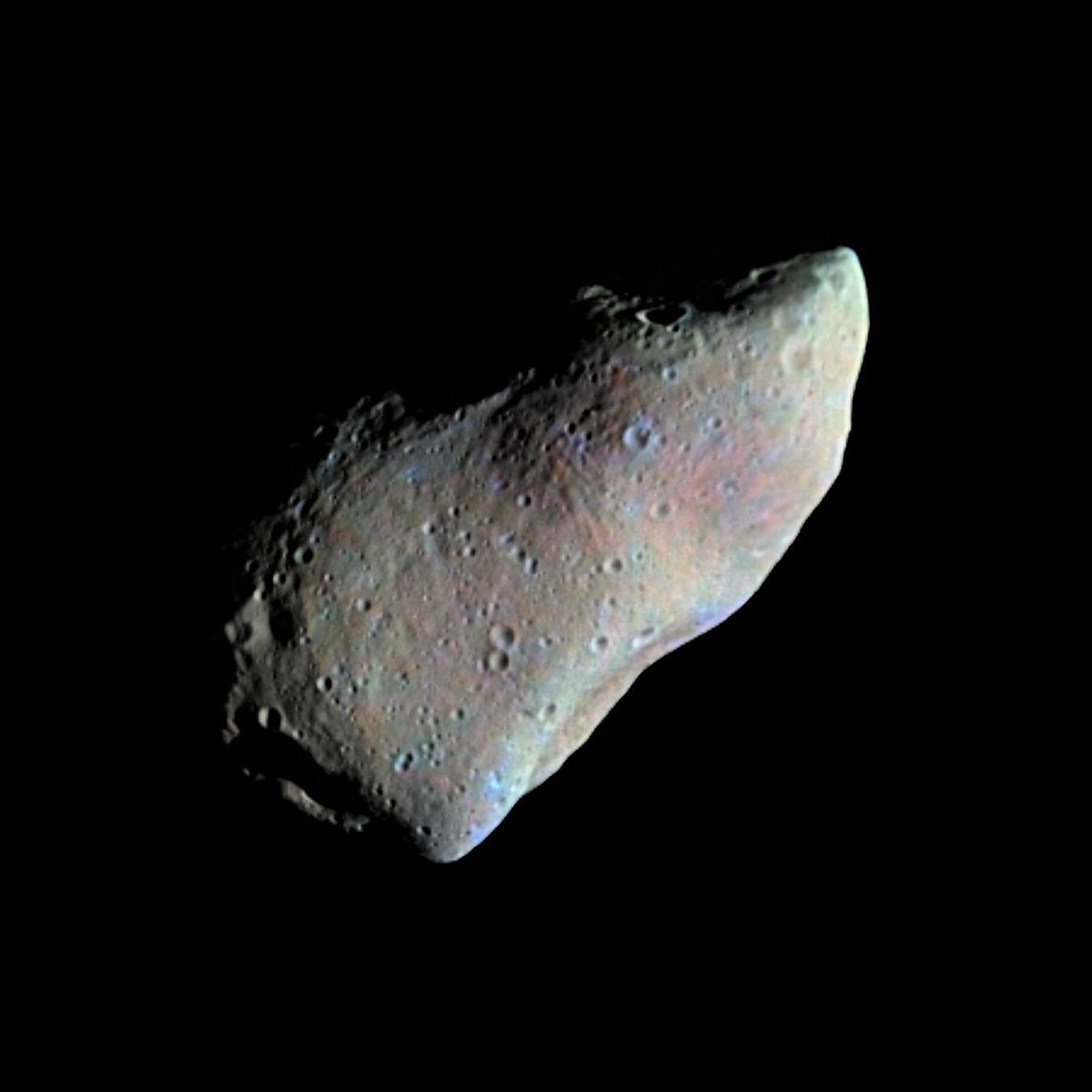
Planetka (951) Gaspra na fotografii sondy Galileo

Planetka je malé těleso obíhající kolem Slunce nebo jiné hvězdy (tam se zatím tato tělesa jen předpokládají, dosud nebyla objevena žádná planetka u jiné hvězdy), vzhledem k malé hmotnosti většinou nepravidelného tvaru. Ve sluneční soustavě se taková tělesa nacházejí zejména v prostoru mezi Marsem a Jupiterem, v tzv. hlavním pásu. Řada z nich se však nachází i za dráhou Neptunu, kdežto jiné mohou křížit dráhu Země a dostávat se ke Slunci blíže než naše planeta.
Za planetky se považují obvykle tělesa větší než 100 m. Menší se nazývají meteoroidy. Vede se diskuse o tom, zda mezi planetky také počítat malá tělesa obíhající ve vnější části sluneční soustavy (za drahou Jupitera) či nikoli.

## Historie
První planetka byla objevena 1. ledna 1801 na palermské hvězdárně Giuseppem Piazzim a dostala jméno Ceres. V současnosti (k 18. květnu 2019) je známo 541 128 katalogizovaných planetek s dobře určenou drahou, z toho 21 922 je pojmenováno, jejich počet však neustále rychle roste.
Kdysi byla tato tělesa považována za planety. Když se zjistilo, že se jedná o tělesa ve srovnání se známými planetami velmi malá, začaly být nazývány v angličtině minor planets, česky malé planety, z čehož vzniklo jejich dnešní české označení planetky. Lze se setkat též s původně zavedeným pojmenováním asteroid nebo i se staršími českými, dnes již zastaralými a prakticky nepoužívanými názvy planetoida nebo planetoid. Tato pojmenování měla svůj původ ve vzhledu těchto těles (asteroid - hvězdě podobné, planetoid - podobné planetě).
V srpnu 2006 byl rezolucí Astronomického kongresu Mezinárodní astronomické unie (IAU) v Praze definován pojem planeta a v souvislosti s tím i nový pojem trpasličí planeta. Do této nové kategorie byla přesunuta i jedna z planetek a to (1) Ceres, jedno transneptunické těleso (136199) Eris a bývalá planeta (134340) Pluto.
V lednu 2016 byl OSN oficiálně uznán 30. červen (coby připomínka nejvýznačnějšího dopadu kosmického tělesa na Zem v moderní době - Tunguské události 30. června 1908) jako mezinárodní den asteroidů. Jeho smyslem je poukázat na možné hrozby, ale i příležitosti, která tato malá tělesa představují.

### Vznik a formování planetek
Podle nejstarší teorie planetky vznikly rozpadem nějaké velké planety, která podle Boodeovy řady měla existovat mezi Marsem a Jupiterem. Celková hmotnost všech planetek (objevených i předpokládaných dosud neobjevených) však není taková, aby odpovídala i té nejmenší planetě – šlo by o těleso ještě menší než náš Měsíc.
Podle současné teorie se jedná o planetesimály, jejichž akrece na planetu byla předčasně ukončena zřejmě gravitačním vlivem Jupiteru.

## Dělení planetek podle oběžných drah

Eulerův diagram s různými typy těles sluneční soustavy

Z hlediska charakteru oběžných drah se planetky dělí do celé řady skupin.

### Objekty ve vnitřní sluneční soustavě
V oblasti omezené přibližně dráhou planety Jupiter se nacházejí objekty, které patří mezi planetky v užším slova smyslu, tj. tělesa, která nevykazují, ani zřejmě v minulosti nevykazovala kometární aktivitu.
- planetky obíhající uvnitř dráhy Země:
  - vulkanoidy – hypotetická skupina planetek, obíhajících uvnitř dráhy planety Merkur. Přestože již bylo po nich pátráno, nebyla dosud žádná objevena;
  - apohely – planetky s afelem menším než 1 au, tedy taková tělesa, jejichž celá dráha leží uvnitř oběžné dráhy Země. Vzhledem k tomu je jejich maximální úhlová vzdálenost od Slunce velmi malá a proto jsou obtížně pozorovatelné. K roku 2017 bylo známo 16 takových těles. Jako první byly objeveny 2003 CP20 a 2004 JG6;
- blízkozemní planetky:
  - trojáni Země – tělesa, pohybující se po komensurabilních drahách 1:1 se Zemí a nacházející se v libračních centrech L4 a L5 systému Slunce-Země. Jediný zatím zjištěný a potvrzený zástupce této skupiny je planetka 2010 TK7
  - planetky koorbitální se Zemí – planetky, pohybující se po dráze velmi podobné dráze Země a blízké komensurabilitě 1:1, Vzhledem k tomu vykonávají vůči Zemi složitou dráhu připomínající podkovu; mohou se dočasně na dobu desítek až stovek let stát i dočasnými měsíci Země. Jsou známy dva případy, a to planetky (3753) Cruithne a 2002 AA29;
  - Atenova skupina (též zkráceně ateni) – kříží dráhu Země, jejich dráha je z větší části uvnitř zemské dráhy, doba jejich oběhu okolo Slunce je kratší než jeden rok. Jsou pojmenovány podle planetky (2062) Aten;
  - Apollonova skupina (též zkráceně apolla) – kříží dráhu Země, jejich dráha je z menší části uvnitř zemské dráhy, jejich oběh okolo Slunce trvá déle než jeden rok. Jsou pojmenovány podle planetky (1862) Apollo;
  - Amorova skupina (též zkráceně amoři) – jejich dráhy se zvnějšku blíží k dráze Země, ale nekříží ji. Jsou pojmenovány podle planetky (1221) Amor;
- planetky blízké Marsu:
  - křížiči dráhy Marsu – jejich dráhy kříží dráhu planety Marsu;
  - Martovi trojáni – planetky v komensurabilitě 1:1 s Marsem (znám zatím jen jediný případ, planetka (5261 Eureka);

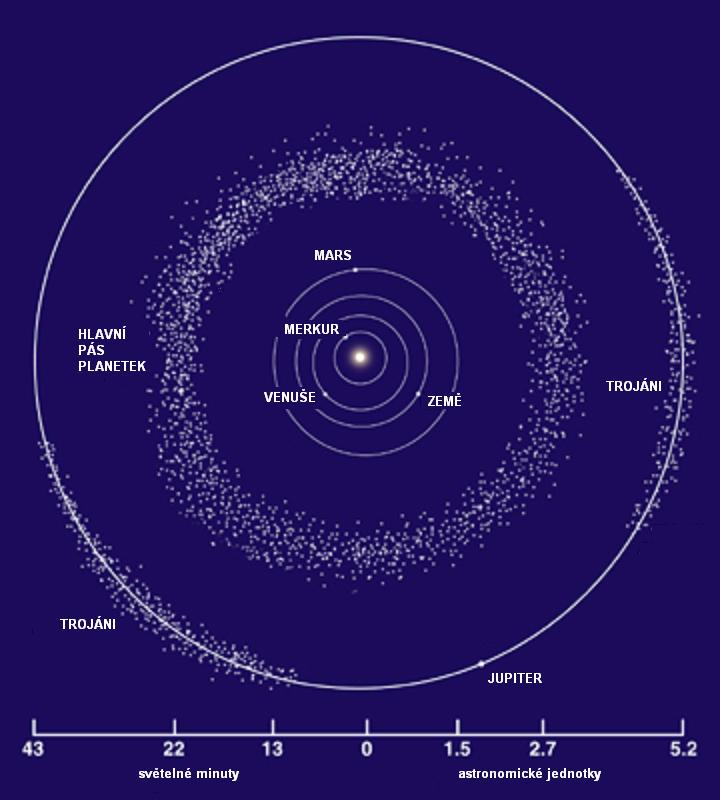
Schematické znázornění hlavního pásu planetek mezi oběžnými drahami Marsu a Jupiteru. Zobrazeni jsou také trojáni předcházející a následující Jupiter na jeho oběžné dráze.

- planetky hlavního pásu – obíhají v prostoru mezi drahami Marsu a Jupiteru, zhruba ve vzdálenostech od 2 au do 4 au a z větší části se vytvořily z protoplanetárního disku v oblasti, kde v důsledku gravitačního vlivu Jupiteru se nemohlo vytvořit jediné velké těleso. Mnohé vznikly dodatečně rozpadem původně vzniklých těles při jejich vzájemných srážkách. Rezonanční vliv Jupiteru způsobuje, že některé dráhy jsou „zakázané“; to vede ke vzniku mezer v hlavním pásu, nazývaných Kirkwoodovy mezery na počest jejich objevitele D. Kirkowooda, který je popsal v roce 1874.

- planetky svázané s Jupiterem:
  - trojáni – hodnoty velké poloosy jejich drah leží v rozpětí od 5,05 au do 5,4 au, pohybují se tedy po přibližně stejné dráze jako Jupiter, v komensurabilitě 1:1. Dynamicky tvoří jednu skupinu, prostorově však rozdělenou do dvou samostatných celků. Jsou totiž seskupeny kolem libračních center L4 a L5 soustavy Slunce-Jupiter. Dostávají jména po hrdinech trojské války, skupina nacházející se kolem bodu L4 po hrdinech řeckého tábora, druhá skupina kolem bodu L5 podle obránců města. Prvním objeveným trojánem byl (588) Achilles;
  - planetky koorbitální s Jupiterem – planetky, pohybující se po dráze velmi podobné dráze Jupiteru a blízké komensurabilitě 1:1, Vzhledem k tomu vykonávají vůči Jupiteru složitou dráhu připomínající podkovu; mohou se dočasně na dobu tisíců až desetitisíců let stát i dočasnými měsíci této planety. I když nejsou dosud známy žádné případy takových těles, některé vzdálené měsíce Jupiteru mohou být zachycenými planetkami tohoto typu.

### Objekty ve vnější sluneční soustavě
Na rozdíl od těles ve vnitřní části sluneční soustavy je naprostá většina těchto objektů tvořena vodním ledem a dalšími těkavými látkami v pevném skupenství. Představují proto většinou neaktivní nebo málo aktivní jádra komet. Proto je někteří astronomové vůbec nepočítají k planetkám.
- tělesa s perihelem mezi drahami Jupiteru a Neptunu:
  - kentauři – jsou to tělesa, jejichž celá dráha se nachází v prostoru mezi Jupiterem a Neptunem. První objevené těleso tohoto druhu 1. listopadu 1977 se nazývá (2060) Chiron. Protože však byla pozorována i jeho kometární aktivita, má též alternativní označení jako kometa 95P/Chiron;
  - damokloidy – jsou to tělesa na velmi excentrických drahách s perihelem ležícím uvnitř dráhy Neptunu a s afelem daleko za jeho drahou. Jejich oběžné dráhy se nápadně podobají drahám komet Halleyovy rodiny komet a pocházejí zřejmě z Oortova oblaku. Většina astronomů je proto považuje jednoznačně za jádra komet. Jsou pojmenovány podle objektu (5335) Damocles;
- Neptunovi trojáni – pohybují se po přibližně stejné dráze jako Neptun, v komensurabilitě 1:1 a jsou stejně jako Jupiterovi trojáni soustředěni v blízkosti libračních center soustavy Slunce-Neptun. Zatím je známo pouze několik těchto těles;
- transneptunická tělesa – mají dráhy, ležící svojí větší částí za drahou planety Neptun. Patří mezi ně i trpasličí planeta Pluto. Jsou svým charakterem velmi odlišná od ostatních planetek a proto je jim věnováno samostatné heslo.

### Potenciálně nebezpečné planetky
V poslední době se objevuje čím dál tím víc blízkozemních planetek a hovoří se o možné srážce naší planety s nějakou takovou planetkou. V současné době sice není známá žádná planetka, která by do nás měla s jistotou narazit, nicméně existuje již seznam blížící se tisícovce objektů, u nichž toto v dlouhodobé perspektivě nelze vyloučit. Nedávno objevená planetka (99942) Apophis, má malou, avšak nenulovou pravděpodobnost srážky se Zemí 13. dubna 2036. 
Planetka 2006 BV39 prolétla 28. ledna 2006 v 07:28 UTC v minimální vzdálenosti 330 tisíc kilometrů od středu Země.
V minulosti se však takové události vyskytly. Na Zemi bylo nalezeno několik impaktních kráterů, stop po dávných dopadech velkých těles. Z blízkých kráterů to jsou Ries a Steinheim v Německu (část přetavené hmoty byla vyvržena až do Čech, z toho vznikly vltavíny) či Morasko v Polsku u Poznaně. Předpokládá se, že 10km těleso spadlo před 65 miliony let do oblasti dnešního poloostrova Yucatán (Chicxulubský kráter) a že tento impakt měl na svědomí též vyhynutí dinosaurů. Že k dopadům v dávné minulosti docházelo, svědčí nejen impaktními krátery rozbrázděný povrch Měsíce, ale též jiných těles ve sluneční soustavě.

### Obavy ze srážky s planetkou
Ve 21. století sílí obavy z možného budoucího střetu Země s větší planetkou. Výzkum střediska Pew Research Center a periodika Smithsonian z roku 2010 ukázal, že téměř třetina současné americké populace věří v možnost, že do roku 2050 zasáhne naši planetu velký asteroid (což bude mít nezanedbatelné následky pro celou lidskou civilizaci).

## Dělení planetek podle chemického složení
Podle hrubé klasifikace se planetky na základě jejich spektrálních charakteristik a albeda dělí do tří, resp. čtyř základních skupin, a to:
- C-planetky – (angl. „carbonaceous“, uhlíkaté) s velmi nízkým albedem okolo 0,05, jejichž spektrální charakteristiky se podobají uhlíkatým chondritům a jsou nejrozšířenější (přibližně 75 % známých planetek);
- S-planetky – (angl. „stony“, kamenné) s albedem 0,15 až 0,25, tvořené směsí niklového železa s křemičitanovými minerály (přibližně 27 % planetek);
- M-planetky – (angl. „metallic“, kovové) s albedem 0,10 až 0,18, tvořené prakticky čistým niklovým železem (přibližně 6 % planetek);
- U-planetky – (angl. „unclassified“, nezařazené) nespadající do žádné z předchozích skupin.

Všechny tyto skupiny se dále podrobněji dělí na podskupiny.